# Travis Hamonic
Travis Hamonic, född 16 augusti 1990, är en kanadensisk professionell ishockeyback som spelar för Ottawa Senators i NHL.
Han har tidigare spelat för New York Islanders, Calgary Flames och Vancouver Canucks i NHL; Bridgeport Sound Tigers och Abbotsford Canucks i AHL samt Moose Jaw Warriors och Brandon Wheat Kings i Western Hockey League (WHL).
Hamonic draftades i andra rundan i 2008 års draft av New York Islanders som 53:e spelare totalt.
Han vann NHL Foundation Player Award för säsongen 2016–2017.
24 juni 2017 blev Hamonic tradad till Calgary Flames i utbyte mot ett draftval i första rundan (Noah Dobson) och ett i andra rundan 2018 samt ett draftval i tredje rundan 2019.

## Statistik
| 2004–2005  | Winnipeg Sharks         |            | 30  | 6  | 11  | 17  | 42  | —  | — | — | —  | —  |
| 2005–2006  | Winnipeg Wild           | MMHL       | 33  | 10 | 11  | 21  | 84  | —  | — | — | —  | —  |
| 2006–2007  | Winnipeg Saints         | MJHL       | 32  | 2  | 13  | 15  | 62  | —  | — | — | —  | —  |
|            | Moose Jaw Warriors      | WHL        | 22  | 0  | 3   | 3   | 30  | —  | — | — | —  | —  |
| 2007–2008  | Moose Jaw Warriors      | WHL        | 61  | 5  | 17  | 22  | 101 | 6  | 0 | 1 | 1  | 6  |
| 2008–2009  | Moose Jaw Warriors      | WHL        | 57  | 13 | 27  | 40  | 126 | —  | — | — | —  | —  |
| 2009–2010  | Moose Jaw Warriors      | WHL        | 31  | 10 | 29  | 39  | 48  | —  | — | — | —  | —  |
|            | Brandon Wheat Kings     | WHL        | 10  | 1  | 4   | 5   | 17  | 15 | 4 | 7 | 11 | 23 |
| 2010–2011  | New York Islanders      | NHL        | 62  | 5  | 21  | 26  | 103 | —  | — | — | —  | —  |
|            | Bridgeport Sound Tigers | AHL        | 19  | 2  | 5   | 7   | 45  | —  | — | — | —  | —  |
| 2011–2012  | New York Islanders      | NHL        | 73  | 2  | 22  | 24  | 73  | —  | — | — | —  | —  |
| 2012–2013  | New York Islanders      | NHL        | 48  | 3  | 7   | 10  | 28  | 6  | 0 | 1 | 1  | 23 |
|            | Bridgeport Sound Tigers | AHL        | 21  | 4  | 6   | 10  | 37  | —  | — | — | —  | —  |
| 2013–2014  | New York Islanders      | NHL        | 69  | 3  | 15  | 18  | 68  | —  | — | — | —  | —  |
| 2014–2015  | New York Islanders      | NHL        | 71  | 5  | 28  | 33  | 85  | —  | — | — | —  | —  |
| 2015–2016  | New York Islanders      | NHL        | 72  | 5  | 16  | 21  | 35  | 11 | 1 | 2 | 3  | 8  |
| 2016–2017  | New York Islanders      | NHL        | 49  | 3  | 11  | 14  | 60  | —  | — | — | —  | —  |
| 2017–2018  | Calgary Flames          | NHL        | 74  | 1  | 10  | 11  | 79  | —  | — | — | —  | —  |
| 2018–2019  | Calgary Flames          | NHL        | 69  | 7  | 12  | 19  | 33  | 5  | 0 | 0 | 0  | 2  |
| 2019–2020  | Calgary Flames          | NHL        | 50  | 3  | 9   | 12  | 27  | —  | — | — | —  | —  |
| 2020–2021  | Vancouver Canucks       | NHL        | 38  | 3  | 7   | 10  | 39  | —  | — | — | —  | —  |
| 2021–2022  | Vancouver Canucks       | NHL        | 24  | 3  | 4   | 7   | 6   | —  | — | — | —  | —  |
|            | Abbotsford Canucks      | AHL        | 2   | 0  | 1   | 1   | 4   | —  | — | — | —  | —  |
|            | Ottawa Senators         | NHL        | 19  | 1  | 2   | 3   | 8   | —  | — | — | —  | —  |
| 2022–2023  | Ottawa Senators         | NHL        | 75  | 6  | 15  | 21  | 71  | —  | — | — | —  | —  |
| NHL totalt | NHL totalt              | NHL totalt | 793 | 50 | 179 | 229 | 715 | 22 | 1 | 3 | 4  | 33 |
| AHL totalt | AHL totalt              | AHL totalt | 42  | 6  | 12  | 18  | 86  | —  | — | — | —  | —  |
| WHL totalt | WHL totalt              | WHL totalt | 181 | 29 | 80  | 109 | 322 | 21 | 4 | 8 | 12 | 29 |

### Internationellt
| Källa: Uppdaterad: 2023-03-21 | Källa: Uppdaterad: 2023-03-21 | Källa: Uppdaterad: 2023-03-21 |         | Utv = Utvisningsminuter | Utv = Utvisningsminuter | Utv = Utvisningsminuter | Utv = Utvisningsminuter | Utv = Utvisningsminuter |
| År                            | Lag                           | Mästerskap                    | Matcher | Mål                     | Assists                 | Poäng                   | Utv                     |                         |
| ----------------------------- | ----------------------------- | ----------------------------- | ------- | ----------------------- | ----------------------- | ----------------------- | ----------------------- | ----------------------- |
| 2008                          | Kanada                        | U18-VM                        | 7       | 0                       | 2                       | 2                       | 14                      |                         |
| 2010                          | Kanada                        | JVM                           | 6       | 1                       | 2                       | 3                       | 0                       |                         |
| Junior totalt                 | Junior totalt                 | Junior totalt                 | 13      | 1                       | 4                       | 5                       | 14                      |                         |